# Dionisi (mestre de Plató)
Dionisi (en grec antic: Διονύσιος, llatí: Dionysius) va ser un gramàtic grec que va instruir a Plató quan era un nen en els conceptes de la gramàtica. L'esmenten Diògenes Laerci, Olimpiodor i Apuleu. Probablement és el mateix Dionisi que Plató cita al començament del diàleg dels Rivals d'amor.